# CODE 01 나쁜여자
《CODE#01 나쁜여자》는 대한민국의 걸 그룹 레이디스 코드의 EP 앨범이자 첫 음반이다. 2013년 3월 7일 발매되었다. 타이틀 곡은 《나쁜 여자》이며, 마이너 코드로 이루어진 멜로디와 멤버들의 강렬한 음색이 돋보이는 곡이다. 데뷔 과정은 2013년 3월 방영된 MBC 다큐Q 특집으로 공개되었다.
《안 울래》는 미니 1집에 수록된 유일한 발라드 곡으로, 《I'm Fine Thank You》와 더불어 팬들에게 가장 많은 사랑을 받는 발라드 곡이기도 하다. 2014년 9월, 멤버 은비와 리세가 교통사고로 사망했을 때 《안 울래》 역시 음원차트에 진입하면서 화제가 되기도 하였다.
멤버들이 미니 1집 수록곡 중 가장 좋아하는 곡으로 뽑은 곡은 《Super Girl》이다. 멤버 애슐리는 비트가 있고 강렬한 음악이라 튜닝카에서 틀어놓고 듣기 좋은 음악이라고 평하기도 했다. 팬들 사이에서도 '여성을 위한 퍼포먼스 그룹' 이라는 레이디스코드의 컨셉을 적나라하게 보여주는 곡으로 평가받고 있다.

## 곡 목록
| #            | 제목                 | 작사               | 작곡               | 편곡               | 재생 시간 |
| ------------ | -------------------- | ------------------ | ------------------ | ------------------ | --------- |
| 1.           | 〈Intro...Bad girl〉 |                    |                    |                    | 0:34      |
| 2.           | 〈나쁜여자〉         | 슈퍼창따이         | 슈퍼창따이         | 슈퍼창따이         | 3:17      |
| 3.           | 〈Super Girl〉       | 김은수             | Crada              |                    | 3:11      |
| 4.           | 〈Dada La〉          | 김은수             | E.One              | E.One              | 3:36      |
| 5.           | 〈안울래〉           | 슈퍼창따이, 홍지상 | 슈퍼창따이, 홍지상 | 슈퍼창따이, 홍지상 | 3:54      |
| 총 재생 시간 | 총 재생 시간         | 총 재생 시간       | 총 재생 시간       | 총 재생 시간       | 14:32     |

## 차트 기록

### 앨범 차트
| 국가                                      | 차트           | 최고 순위 |
| ----------------------------------------- | -------------- | --------- |
| 대한민국 (가온 차트)                      | 주간 앨범 차트 | 23        |
| 대한민국 (가온 차트)                      | 월간 앨범 차트 | 60        |
| 대한민국 (가온 차트)                      | 연간 앨범 차트 | —         |
| "—" 표시는 차트에 진입하지 못함을 의미함. |                |           |

### 싱글 차트
| 곡            | 최고 순위 | 최고 순위    | 최고 순위 |
| 곡            | 가온      | K-Pop 핫 100 |           |
| ------------- | --------- | ------------ | --------- |
| 〈나쁜 여자〉 | 34        | 45           |           |

### 판매량 및 인증
| 차트          | 합계   |
| ------------- | ------ |
| 가온 실판매량 | 1,372+ |

## 발매 이력
| 지역     | 날짜           | 형식            | 레이블                       |
| -------- | -------------- | --------------- | ---------------------------- |
| 대한민국 | 2013년 3월 7일 | CD              | 폴라리스 엔터테인먼트 CJ E&M |
| 대한민국 | 2013년 3월 7일 | 디지털 다운로드 | 폴라리스 엔터테인먼트 CJ E&M |